# DAWN PURPLE
『DAWN PURPLE』（ドーン・パープル）は、松任谷由実（ユーミン）の23枚目のオリジナルアルバム。1991年11月22日に東芝EMIからリリースされた（CD：TOCT-6300、CT：TOTT-6300）。1991年12月4日から1992年6月20日まで『DAWN PURPLE』コンサートツアーが行われた。

## 解説
アルバムタイトルにもある「PURPLE」とは、「人間が初めに見る色」を意味している。胎児が出産時に感じると言う「紫」の色や、夜明け前の空の「紫」の色等、色々な「初めてみる色」の意味が含まれている。
このタイトルを思いついたきっかけは、1991年6月7日のピナトゥボ山大噴火であった。大量の火山灰が成層圏に吹き上げられ、地球規模の異常気象が生じ、関東平野でも深暗紫色に染まった幻想的な夜明けが観測された。この夜明けにインスピレーションを受けて「DAWN PURPLE」というタイトルを思いついたとのことである。
アルバムのテーマは「セカンドバースデイ」。
ジャケットの写真では本人がシンクロエナジャイザーを着用している。
CD・CTの初回盤はジャケットを上から見て、ユーミンの目に当たる部分が円で、後は四角形が並んでいる透明のプラスチックの板が装入されていた。このジャケットについて、ユーミン本人曰く「パーマンと言われます。｣とのこと。
1991年12月2日付アルバムチャートにてオリコン史上初の初動ミリオンを達成する。
1992年第34回日本レコード大賞ポップス・ロック部門優秀アルバム賞受賞（日本レコード大賞に関する受賞は、現在のところ本作が最後の作品となっている。）

## 収録曲

### CD
| 全作詞・作曲: 松任谷由実。 |                                                                                            |            |            |                                 |      |
| #                          | タイトル                                                                                   | 作詞       | 作曲・編曲 | 編曲                            | 時間 |
| 1.                         | 「Happy Birthday to You〜ヴィーナスの誕生 -Happy Birthday To You ~ The Birth of a Venus-」 | 松任谷由実 | 松任谷由実 | 松任谷正隆、Jerry Hey           | 5:07 |
| 2.                         | 「情熱に届かない〜Don't Let Me Go -Unreachable Passion ~ Don't Let Me Go-」                | 松任谷由実 | 松任谷由実 | 松任谷正隆                      | 4:40 |
| 3.                         | 「遠雷 -Distant Thunder-」                                                                 | 松任谷由実 | 松任谷由実 | 松任谷正隆                      | 5:24 |
| 4.                         | 「DAWN PURPLE」                                                                            | 松任谷由実 | 松任谷由実 | 松任谷正隆                      | 4:38 |
| 5.                         | 「インカの花嫁 -The Bride of Inca-」                                                       | 松任谷由実 | 松任谷由実 | 松任谷正隆、Jerry Hey           | 4:17 |
| 6.                         | 「千一夜物語 -The One Thousand and One Nights-」                                           | 松任谷由実 | 松任谷由実 | 松任谷正隆                      | 4:37 |
| 7.                         | 「誰かがあなたを探してる -Someone's Looking For You-」                                     | 松任谷由実 | 松任谷由実 | 松任谷正隆、Jerry Hey、吉村晴哉 | 4:58 |
| 8.                         | 「タイム リミット -Time Limit-」                                                           | 松任谷由実 | 松任谷由実 | 松任谷正隆                      | 4:21 |
| 9.                         | 「サンド キャッスル -Sand Castle-」                                                        | 松任谷由実 | 松任谷由実 | 松任谷正隆                      | 4:55 |
| 10.                        | 「9月の蝉しぐれ -The Song of the Cicada In September-」                                    | 松任谷由実 | 松任谷由実 | 松任谷正隆                      | 3:23 |

### 楽曲解説
1. Happy Birthday to You〜ヴィーナスの誕生
1987年に小林麻美に提供した「遠くからHAPPY BIRTHDAY」が原曲。間奏の男声コーラスは久保田利伸が担当した[4][5]。1992年にNHKアルベールビル冬季オリンピック中継のテーマソングとして使用された[5]。
ベストアルバムへは2012年の『日本の恋と、ユーミンと。』が初収録となった。
2. 情熱に届かない〜Don't Let Me Go
プロモーションビデオが存在しており、公式YouTubeチャンネルで視聴可能。1991年キリンラガービールCMソング[6]（財前直見・大鶴義丹出演）。
2022年のベストアルバム『ユーミン万歳!』に2022 mixが収録（ベストアルバム初収録）。
1999年に松崎ナオがカヴァー。
3. 遠雷
4. DAWN PURPLE
「情熱に届かない〜Don't Let Me Go」と同じく、1991年のキリンラガービールCMソング[6]。
5. インカの花嫁
ユーミンが南米ペルーの遺跡マチュ・ピチュを訪問した際、かつてインカ帝国の皇帝に仕えた女性「太陽の処女」の話を聞き、彼女たちをイメージして作られた。
6. 千一夜物語
7. 誰かがあなたを探してる
8. タイム リミット -Time Limit-
1991年の苗場プリンスホテルCMソング。
9. サンド キャッスル
10. 9月の蝉しぐれ 
1994年のフジテレビ系ドラマ『君といた夏』最終回のエンディングに使用された曲。

## 参加ミュージシャン
- キーボード&プログラミング : 松任谷正隆
- ドラム・プログラミング : 江口信夫（#1,#3,#7,#8）
- ドラム : 江口信夫（#3,#4,#7）、John Robinson（#2,#4,#5,#8,#9）
- ベース : Abraham Laboriel（#2,#5,#7,#9）、Leland Sklar（#3,#4）
- エレクトリック・ギター : 松原正樹、Tim Pierce（#2）
- アコースティック・ギター : 松原正樹（#3,#4）
- パーカッション : Michael Fisher（#1～#5,#7～#9）
- シンセサイザー : Randy Kerber（#1）
- サキソフォン : Dan Higgins（#1,#3,#5,#7,#8）、Jake H. Concepcion（#9）
- トランペット : Jerry Hey（#1,#5,#7,#8）、Gary Grant （#1,#5,#7,#8）
- トロンボーン : Bill Reichenbach（#1,#5,#7,#8）
- コーラス : 松任谷由実（#1,#3,#5～#10）、久保田利伸（#1）、EVE（#1）、木戸泰弘（#2,#4,#9）、比山貴詠史（#2,#4,#9）、広谷順子（#2,#4,#9）、Carmen Twillue（#5）、Terry Young（#5）、Joey Diggs（#5）、タイム・ファイブ（#7）
- シンセサイザー・プログラミング：山中雅文
- シンクラヴィア・プログラミング：武新吾、Kevin Maloney、鈴木武生